# Луданв'єль

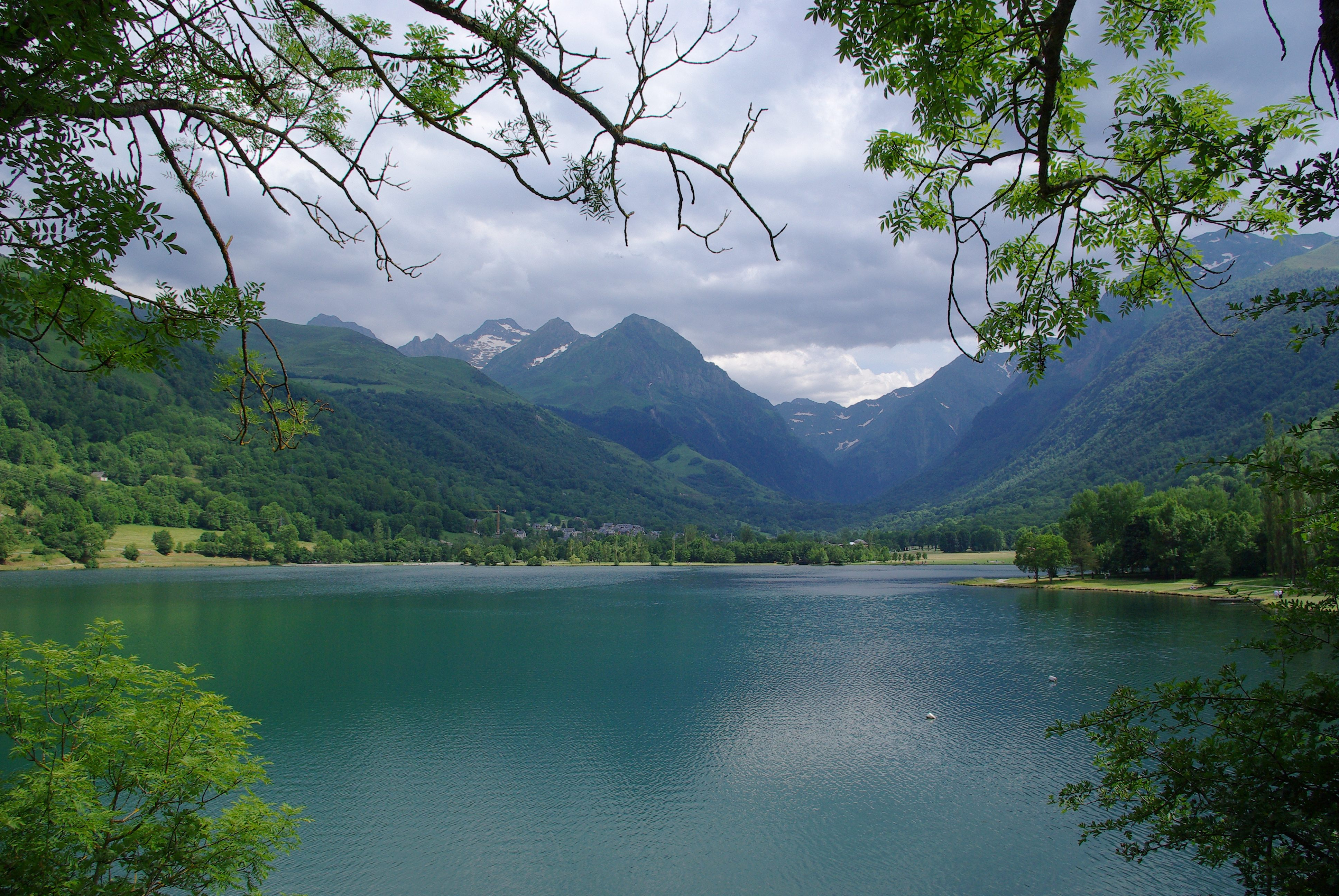

Луданв'є́ль (фр. Loudenvielle) — муніципалітет у Франції, у регіоні Окситанія, департамент Верхні Піренеї. Населення — 323 особи (01.01.2021).
Муніципалітет розташований на відстані близько 690 км на південь від Парижа, 125 км на південний захід від Тулузи, 60 км на південний схід від Тарба.

## Історія
До 2015 року муніципалітет перебував у складі регіону Південь-Піренеї. Від 1 січня 2016 року належить до нового об'єднаного регіону Окситанія.
1 січня 2016 року до Луданв'єль приєднали колишній муніципалітет Армантель.

## Демографія
Динаміка населення (INSEE ):
Розподіл населення за віком та статтю (2006):
| Стать | Всього | До 15 років | 15-24 | 25-44 | 45-64 | 65-85 | Понад 85 |
| --- | ------ | ----------- | ----- | ----- | ----- | ----- | -------- |
| Чоловіки | 164    | 28          | 28    | 40    | 48    | 12    | 8        |
| Жінки | 124    | 12          | 4     | 60    | 28    | 20    | 0        |
| \| Статево-вікова піраміда \| Статево-вікова піраміда \| Статево-вікова піраміда \| \| ----------------------- \| ----------------------- \| ----------------------- \| \| Чоловіки \| Вік \| Жінки \| \| 8 \| 85 + \| 0 \| \| 4 \| 80-84 \| 12 \| \| 4 \| 75-79 \| 4 \| \| 4 \| 70-74 \| 4 \| \| 0 \| 65-69 \| 0 \| \| 0 \| 60-64 \| 0 \| \| 16 \| 55-59 \| 8 \| \| 20 \| 50-54 \| 16 \| \| 12 \| 45-49 \| 4 \| \| 12 \| 40-44 \| 16 \| \| 12 \| 35-39 \| 12 \| \| 8 \| 30-34 \| 8 \| \| 8 \| 25-29 \| 24 \| \| 16 \| 20-24 \| 0 \| \| 12 \| 15-20 \| 4 \| \| 12 \| 10-14 \| 4 \| \| 8 \| 5-9 \| 0 \| \| 8 \| 0-4 \| 8 \| |        |             |       |       |       |       |          |
| Статево-вікова піраміда |        |             |       |       |       |       |          |
| Чоловіки | Вік    | Жінки       |       |       |       |       |          |
| 8 | 85 +   | 0           |       |       |       |       |          |
| 4 | 80-84  | 12          |       |       |       |       |          |
| 4 | 75-79  | 4           |       |       |       |       |          |
| 4 | 70-74  | 4           |       |       |       |       |          |
| 0 | 65-69  | 0           |       |       |       |       |          |
| 0 | 60-64  | 0           |       |       |       |       |          |
| 16 | 55-59  | 8           |       |       |       |       |          |
| 20 | 50-54  | 16          |       |       |       |       |          |
| 12 | 45-49  | 4           |       |       |       |       |          |
| 12 | 40-44  | 16          |       |       |       |       |          |
| 12 | 35-39  | 12          |       |       |       |       |          |
| 8 | 30-34  | 8           |       |       |       |       |          |
| 8 | 25-29  | 24          |       |       |       |       |          |
| 16 | 20-24  | 0           |       |       |       |       |          |
| 12 | 15-20  | 4           |       |       |       |       |          |
| 12 | 10-14  | 4           |       |       |       |       |          |
| 8 | 5-9    | 0           |       |       |       |       |          |
| 8 | 0-4    | 8           |       |       |       |       |          |

## Економіка
2010 року серед 202 осіб працездатного віку (15—64 років) 147 були активними, 55 — неактивними (показник активності 72,8%, у 1999 році було 75,2%). З 147 активних мешканців працювала 141 особа (75 чоловіків та 66 жінок), безробітними було 6 (2 чоловіки та 4 жінки). Серед 55 неактивних 11 осіб було учнями чи студентами, 31 — пенсіонерами, 13 були неактивними з інших причин.

У 2010 році в муніципалітеті числилось 111 оподаткованих домогосподарств, у яких проживали 235,0 особи, медіана доходів виносила 18 413 євро на одного особоспоживача